# Ranunculus serpens
Ranunculus serpens je druh rostliny z čeledi pryskyřníkovité (Ranunculaceae).

## Popis
Jedná se o vytrvalou rostlinu dorůstající nejčastěji výšky 20–50 cm. Lodyha je odstále chlupatá, vystoupavá až poléhavá a v paždí lodyžních listů se vytváří růžice listů, které později kořenují. Listy jsou střídavé, přízemní jsou dlouze řapíkaté, lodyžní jsou s kratšími řapíky až přisedlé. Čepele přízemních listů jsou zpravidla hluboce trojdílná, úkrojky jsou široké, jen málo dál dělené. Lodyžní listy jsou podobné přízemním, všechny listy jsou oboustranně chlupaté. Květy jsou žloutkově žluté, asi 2–3 cm v průměru, květní stopky jsou zřetelně podélně brázdité, nikoliv na průřezu oblé. Kališních lístků je 5, vně odstále chlupaté. Korunní lístky jsou žloutkově až oranžově žluté. Kvete v květnu až v červenci. Plodem je nažka, na vrcholu zakončená krátkým zobánkem, který je výrazně kruhovitě zakřivený. Nažky jsou uspořádány do souplodí .

## Rozšíření
Ranunculus serpens je evropský druh. Udáván je hlavně z Alpské oblasti na sever po střední Německo. V České republice dosud nebyl potvrzen, ale vyskytuje se v už sousedním Rakousku a Německu, zvláště v alpské oblasti. Roste v kolinním až subalpínském stupni ve vysokých nivních křovinách a ve svěžích roklinových lesích a subalpínských nivách sv. Adenostylion. 